# Seis dias de Bruxelas
Os Seis dias de Bruxelas era uma corrida de ciclismo em pista, da modalidade de corridas de seis dias, que se corria no Palais des Sports de Schaerbeek em Bruxelas (Bélgica). A sua primeira edição data de 1912 e disputaram-se até 1971 com algumas interrupções.
No 1938, anulou-se quando se levavam 3 dias disputados, devido à não assistência de público, que se queixava pelo atraso na realização da prova. Era tradicional disputava em janeiro e nesse ano disputou-se em março.

## Palmarés

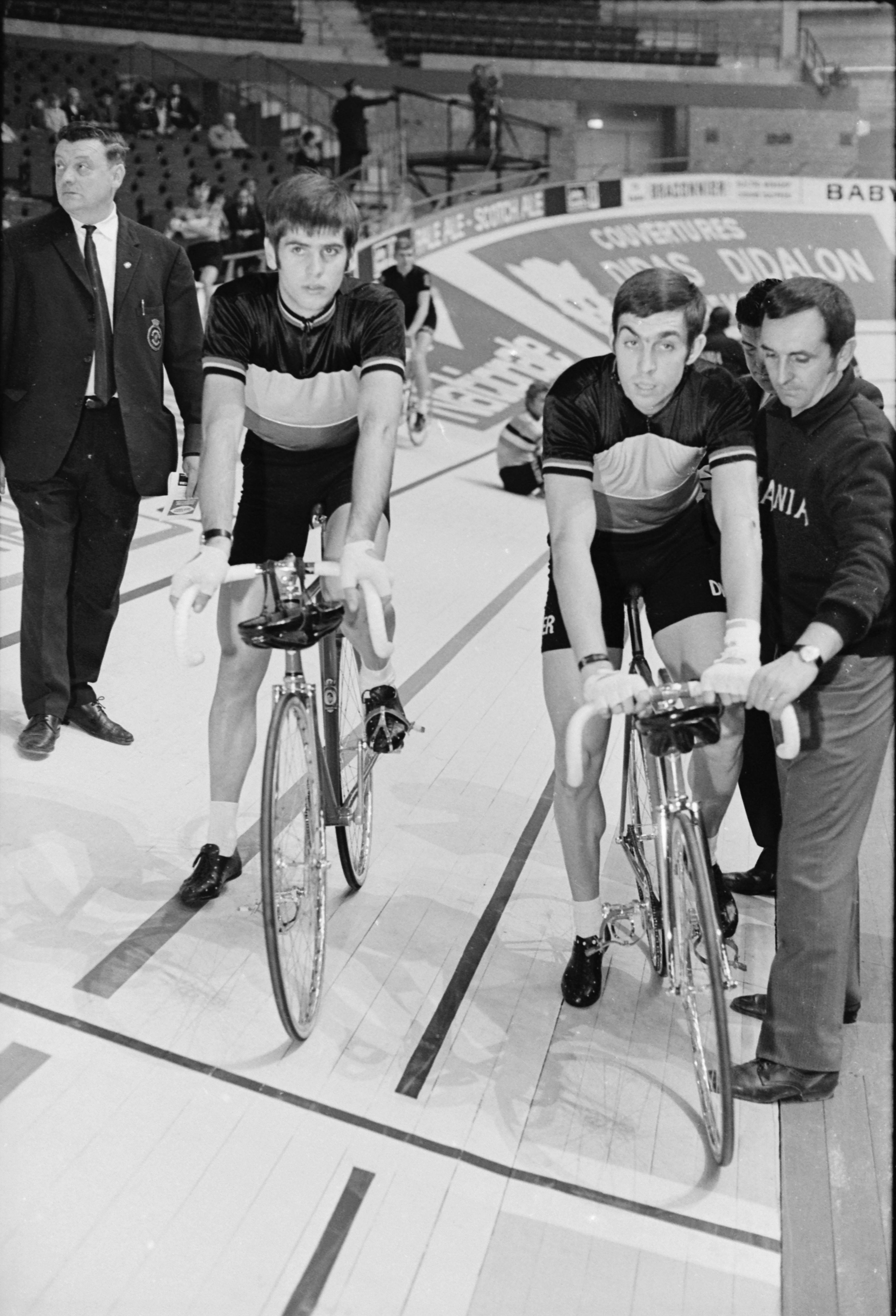
Jean-Pierre Monseré e Patrick Sercu durante os Seis Dias de Bruxelas, 1970

| Ano       | Ganhadores                                       | Segundos                                         | Terceiros                                        |
| --------- | ------------------------------------------------ | ------------------------------------------------ | ------------------------------------------------ |
| 1912 (1)  | Alfred Hill Eddy Root                            | Cyrille Van Hauwaert Arthur Vanderstuyft         | Elmer Collins Peter Drobach                      |
| 1912 (2)  | René Vandenberghe Octave Lapize                  | Léon Comès Lucien Petit-Breton                   | Charles Charron Michel Debaets                   |
| 1913      | edição não realizada                             | edição não realizada                             | edição não realizada                             |
| 1914      | Cyrille Van Hauwaert John Stol                   | Jules Miquel Octave Lapize                       | Reginald McNamara Jimmy Moram                    |
| 1915      | Cyrille Van Hauwaert Joseph Van Bever            | Alfons Spiessens René Vandenberghe               | Marcel Buysse Pierre Van De Velde                |
| 1916-1918 | edições não realizadas                           | edições não realizadas                           | edições não realizadas                           |
| 1919      | Marcel Dupuy Philippe Thys                       | Alfons Spiessens Émile Aerts                     | Aloïs Persyn Pierre Van De Velde                 |
| 1920      | Marcel Buysse Alfons Spiessens                   | Marcel Berthet Charles Deruyter                  | Henri Van Lerberghe Émile Aerts                  |
| 1921      | Marcel Berthet Charles Deruyter                  | Alfons Spiessens Émile Aerts                     | Albert Desmedt Jos Van Bever                     |
| 1922      | Piet van Kempen Émile Aerts                      | Louis Eyckmans Pierre Rielens                    | Henri Wynsdau Théo Wynsdau                       |
| 1923      | César Debaets Jules Van Hevel                    | Piet van Kempen Émile Aerts                      | Maurice Dewolf John Van Ruysseveldt              |
| 1924      | Pierre Rielens Émile Aerts                       | Alfons Goossens Victor Standaert                 | Julien Delbecque Jules Verschelden               |
| 1925      | Piet van Kempen Émile Aerts                      | Alfred Grenda Alec McBeath                       | Maurice Dewolf Philippe Thys                     |
| 1926      | Piet van Kempen Klaas van Nek                    | Aloïs Degraeve Emile Thollembeeck                | Aloïs Persyn Jules Verschelden                   |
| 1927      | Pierre Rielens René Vermandel                    | Adolphe Charlier Henri Duray                     | Hilaire Hellebaut Frans Roels                    |
| 1928      | Henri Duray Félix Sellier                        | Alfons Standaert Victor Standaert                | César Debaets Henri Stockelynck                  |
| 1929      | Ferdinand Goris Armand Haesendonck               | Roger De Neef Albert Desmedt                     | Alfons Standaert Victor Standaert                |
| 1930      | Piet van Kempen Paul Buschenhagen                | René Vermandel Joseph Wauters                    | Pierre Rielens Michel Van Vlockhoven             |
| 1931      | Roger Deneef Adolphe Charlier                    | Piet van Kempen Jules Van Hevel                  | Arturo Bresciani André Mouton                    |
| 1932      | Jan Pijnenburg Janus Braspennincx                | Roger Deneef Adolphe Charlier                    | Henri Aerts Armand Haesendonck                   |
| 1933      | Jan Pijnenburg Adolf Schön                       | Roger Deneef Adolphe Charlier                    | Emil Richli Georges Wambst                       |
| 1934      | Jan Pijnenburg Cor Wals                          | Emil Richli Adolf Schön                          | Adolphe Charlier Gerard Loncke                   |
| 1935      | Roger Deneef Adolphe Charlier                    | Jan Pijnenburg Cor Wals                          | Albert Buysse Antonin Magne                      |
| 1936      | Albert Buysse Albert Billiet                     | Roger Deneef Adolphe Charlier                    | Jean Aerts Adolf Schön                           |
| 1937      | Jean Aerts Omer De Bruycker                      | Roger Deneef Adolf Schön                         | Learco Guerra Giuseppe Olmo                      |
| 1938      | edição anulada ante a não assistência de público | edição anulada ante a não assistência de público | edição anulada ante a não assistência de público |
| 1939      | Kees Pellenaars Frans Slaats                     | Albert Buysse Albert Billiet                     | Omer De Bruycker Karel Kaers                     |
| 1940      | Omer De Bruycker Karel Kaers                     | Achiel Bruneel Jef Scherens                      | Robert Naeye Adelin Van Simaeys                  |
| 1941-1946 | edições não realizadas                           | edições não realizadas                           | edições não realizadas                           |
| 1947      | Gerrit Schulte Gerrit Boeyen                     | Maurice Depauw jr Ernest Thyssen                 | Kamiel Dekuysscher Fernand Spelte                |
| 1948      | Rik Van Steenbergen Marcel Kint                  | Achiel Bruneel Kamiel Dekuysscher                | Lucien Acou Robert Fruythof                      |
| 1949      | Rik Van Steenbergen Marcel Kint                  | Gerrit Schulte Gerrit Peters                     | Valere Ollivier Ernest Thyssen                   |
| 1950      | Jos De Beuckelaer Achiel Bruneel                 | Gerrit Schulte Gerrit Peters                     | Albert Ramon Ernest Thyssen                      |
| 1951      | Rik Van Steenbergen Stan Ockers                  | Robert Naeye Ernest Thyssen                      | Valere Ollivier Gerard Buyl                      |
| 1952      | Lucien Acou Achiel Bruneel                       | Lucien Gillen Georges Senfftleben                | Émile Carrara Dominique Forlini                  |
| 1953      | Hugo Koblet Armin von Büren                      | Gerrit Schulte Gerrit Peters                     | Rik Van Steenbergen Stan Ockers                  |
| 1954      | Georges Senfftleben Dominique Forlini            | Rik Van Steenbergen Stan Ockers                  | Gerrit Schulte Gerrit Peters                     |
| 1955      | Rik Van Steenbergen Emile Severeyns              | Jean Brankart Stan Ockers                        | Gerrit Schulte Gerrit Peters                     |
| 1956      | Rik Van Steenbergen Emile Severeyns              | Willy Lauwers Arsene Rijckaert                   | Lucien Acou Rik Van Looy                         |
| 1957      | Willy Vannitsen Rik Van Looy                     | Georges Senfftleben Dominique Forlini            | Rik Van Steenbergen Emile Severeyns              |
| 1958      | Rik Van Steenbergen Emile Severeyns              | Reginald Arnold Fred De Bruyne                   | Gerrit Schulte Jean Brankart                     |
| 1959      | Gerrit Schulte Peter Post                        | Rik Van Steenbergen Emile Severeyns              | Klaus Bugdahl Ferdinando Terruzzi                |
| 1960      | Rik Van Steenbergen Emile Severeyns              | Rik Van Looy Peter Post                          | Emile Daems Willy Vannitsen                      |
| 1961      | Rik Van Looy Peter Post                          | Rik Van Steenbergen Emile Severeyns              | Klaus Bugdahl Fritz Pfenninger                   |
| 1962      | Rik Van Steenbergen Palle Lykke                  | Peter Post Willy Vannitsen                       | Emile Daems Emile Severeyns                      |
| 1963      | Peter Post Fritz Pfenninger                      | Rik Van Steenbergen Palle Lykke                  | Rik Van Looy Hugo Scrayen                        |
| 1964      | Peter Post Fritz Pfenninger                      | Rik Van Steenbergen Palle Lykke                  | Robert Lelangue Theo Verschueren                 |
| 1965      | Peter Post Tom Simpson                           | Eddy Merckx Patrick Sercu                        | Rik Van Steenbergen Palle Lykke                  |
| 1966-1969 | edições não realizadas                           | edições não realizadas                           | edições não realizadas                           |
| 1970      | Peter Post Jacques Mourioux                      | Ferdinand Bracke Norbert Seeuws                  | Julien Stevens Noel Van Clooster                 |
| 1971      | Albert Fritz Sigi Renz                           | Roger De Vlaeminck Patrick Sercu                 | Ferdinand Bracke Peter Post                      |